# Barrenia
Barrenia is een geslacht van schimmels behorend tot de familie Mollisiaceae. De typesoort is Barrenia panici.

## Soorten
Volgens Index Fungorum bevat het geslacht twee soorten (peildatum september 2023):
| Soortnaam       | Auteur(s)           | Publicatiejaar |
| --------------- | ------------------- | -------------- |
| Barrenia panici | E. Walsh & N. Zhang | 2015           |
| Barrenia taeda  | E. Walsh & N. Zhang | 2015           |